# Anabel Medina (athlétisme)
Pour les articles homonymes, voir Anabel Medina Garrigues.
Anabel Medina Ventura (née le 15 décembre 1996) est une athlète dominicaine, spécialiste du 400 mètres.

## Biographie
Elle remporte la médaille de bronze du relais 4 × 400 mètres mixte lors des Relais mondiaux 2021. Le 31 juillet 2021, aux Jeux olympiques de 2020 à Tokyo, elle s'adjuge la médaille d'argent du relais 4 × 400 mètres mixte en compagnie de Lidio Andrés Feliz, Marileidy Paulino et Alexander Ogando.

## Palmarès
| Date | Compétition                              | Lieu         | Résultat | Épreuve         | Temps         |
| ---- | ---------------------------------------- | ------------ | -------- | --------------- | ------------- |
| 2021 | Jeux olympiques                          | Tokyo        | 2e       | 4 × 400 m mixte | 3 min 10 s 21 |
| 2022 | Championnats ibéro-américains            | La Nucia     | 1re      | 4 × 100 m       | 43 s 81       |
| 2023 | Jeux d'Amérique centrale et des Caraïbes | San Salvador | 3e       | 4 x 100 m mixte | 43 s 45       |
| 2023 | Jeux d'Amérique centrale et des Caraïbes | San Salvador | 2e       | 4 x 400 m       | 3 min 27 s 84 |
| 2023 | Jeux d'Amérique centrale et des Caraïbes | San Salvador | 1re      | 4 x 400 m mixte | 3 min 14 s 81 |
| 2023 | Jeux panaméricains                       | Santiago     | 1re      | 4 x 400 m mixte | 3 min 16 s 05 |
| 2023 | Jeux panaméricains                       | Santiago     | 3e       | 4 x 100 m       | 44 s 32       |
| 2023 | Jeux panaméricains                       | Santiago     | 2e       | 4 x 400 m       | 3 min 34 s 27 |
| 2024 | Championnats ibéro-américains            | Cuiabá       | 2e       | 400 m           | 51 s 35       |